# Talp del Caucas
El talp del Caucas (Talpa caucasica) és una espècie de mamífer de la família dels tàlpids. És endèmic del nord-oest del Caucas (Geòrgia, Rússia i nord-est de Turquia), on viu a altituds d'entre 0 i 2.800 msnm. El seu hàbitat natural són les zones de subsòl humit dels boscos caducifolis i els prats humits. Es creu que no hi ha cap amenaça per a la supervivència d'aquesta espècie. El seu nom específic, caucasica, significa ‘caucasià’ en llatí.